# 市道172号 (台湾)
市道172号（しどう172ごう）は、嘉義県布袋鎮から同県中埔郷澐水を経て台南市の北端までの区間を結ぶ、全長56.492kmの台湾の市道である。台17線と台19線と台19甲線と台1線と県道165号のそれぞれと重複区間がある。

## 通過する自治体
- 嘉義県
  - 布袋鎮
  - 義竹郷
- 台南市
  - 塩水区
  - 後壁区
  - 白河区
- 嘉義県
  - 中埔郷

## 接続する道路

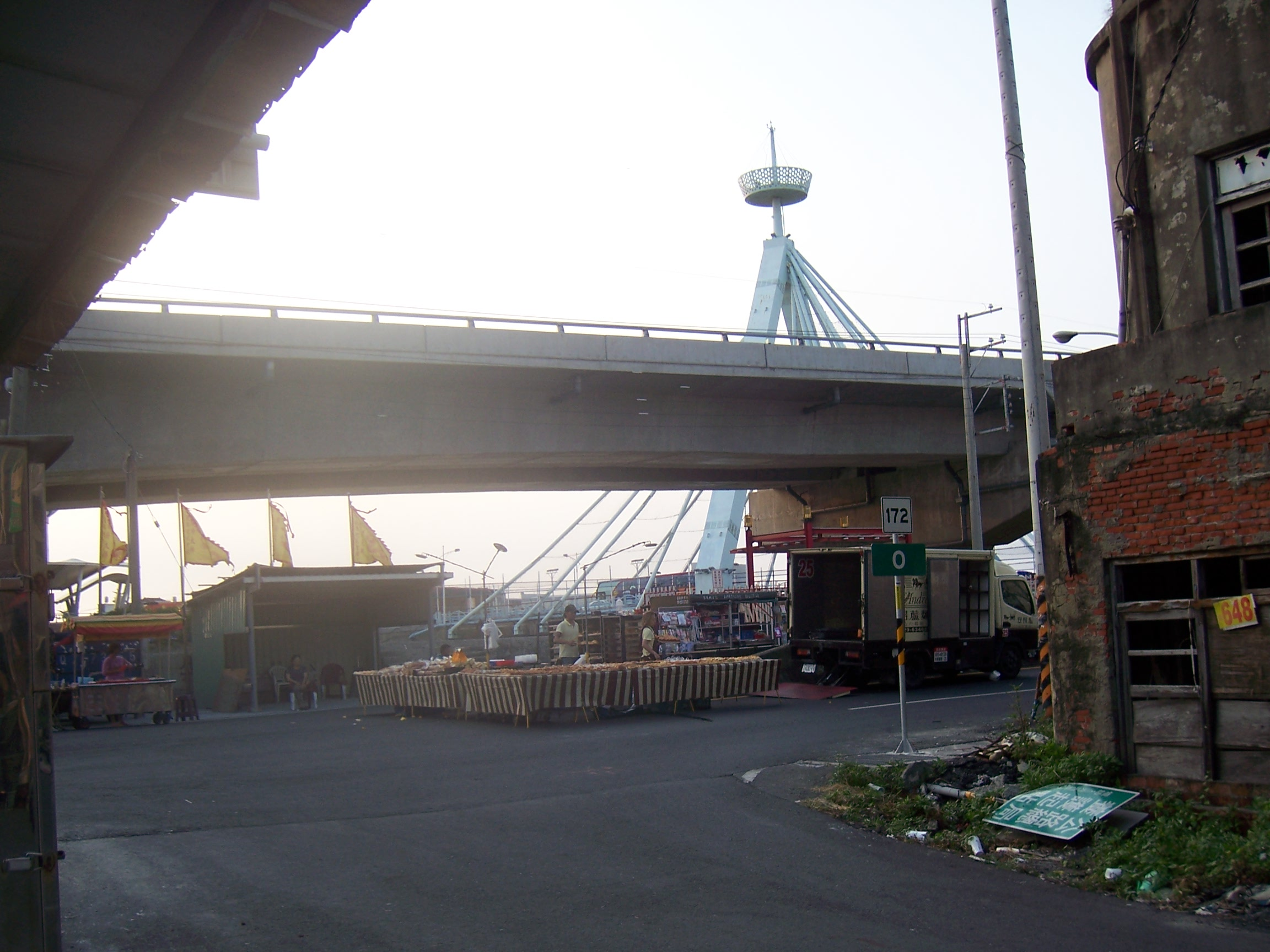
起点付近
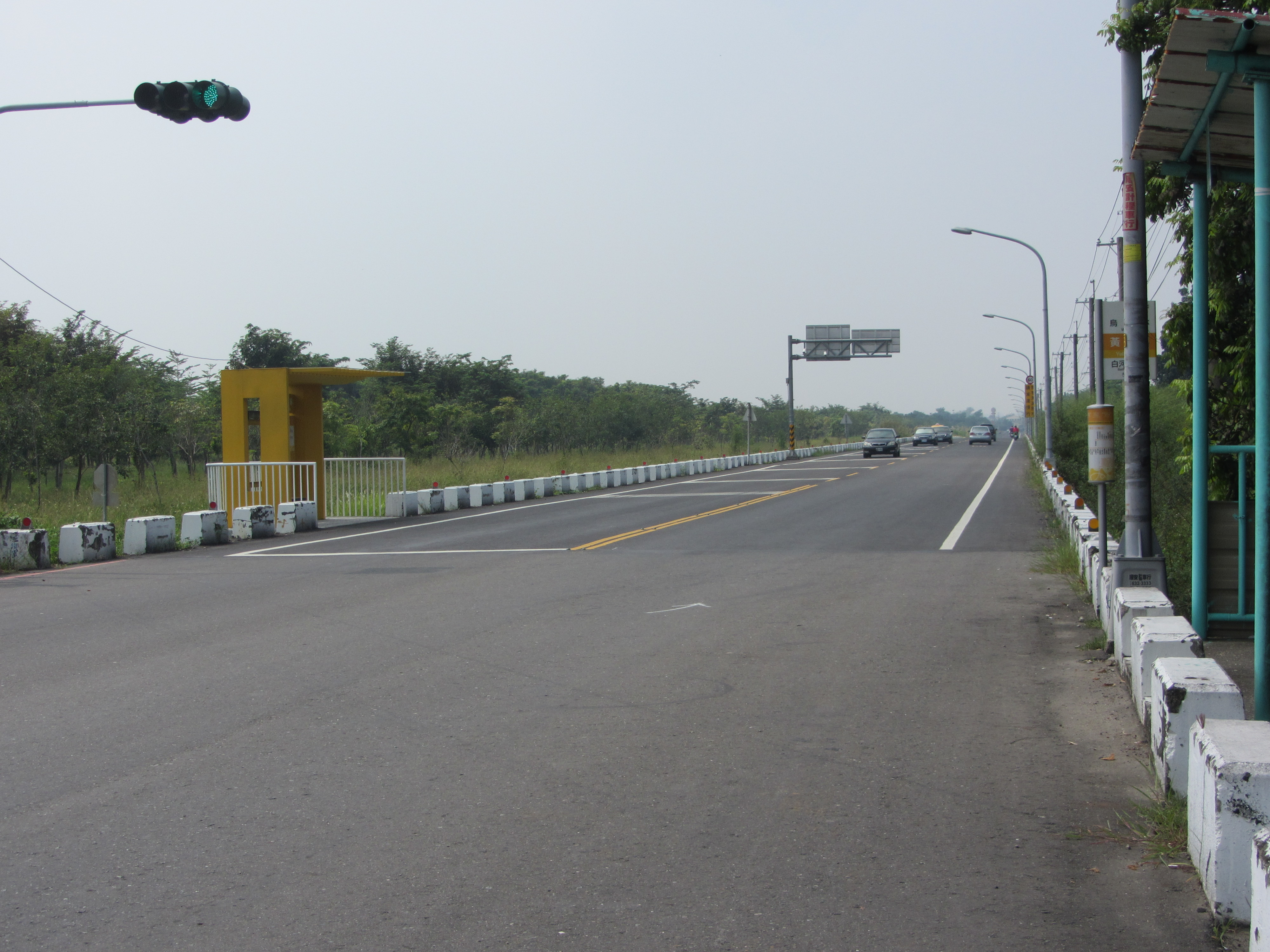
後壁区付近
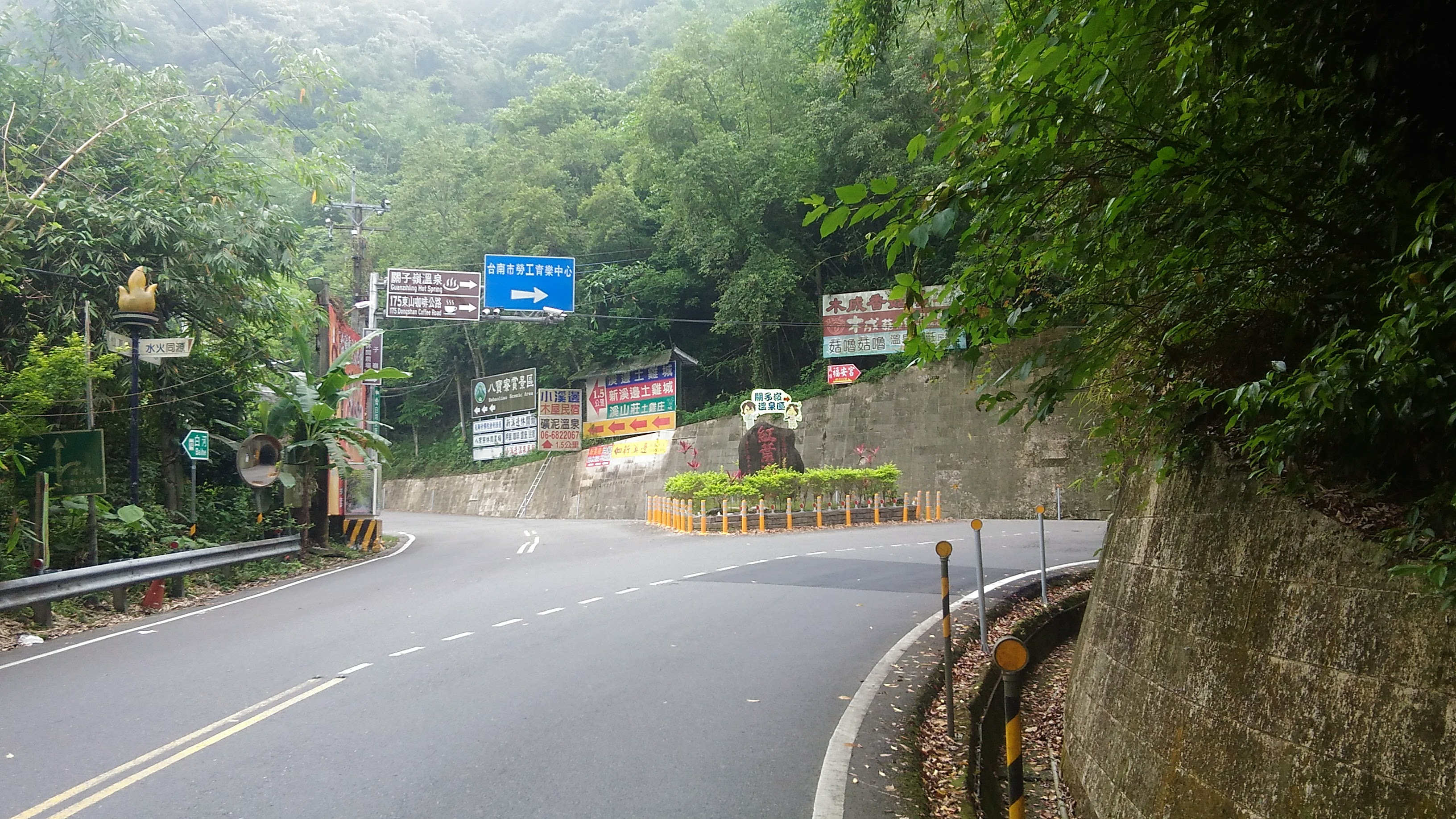
市道175号線との分岐箇所

- 台17線
- 台61線布袋連絡道
- 県道161号
- 台19線
- 県道163号
- 台19甲線
- 国道1号（インターチェンジ）
- 台1線
- 台1線
- 県道165号
- 国道3号（インターチェンジ）
- 市道172乙線
- 市道175号
- 台3線

- 起点付近

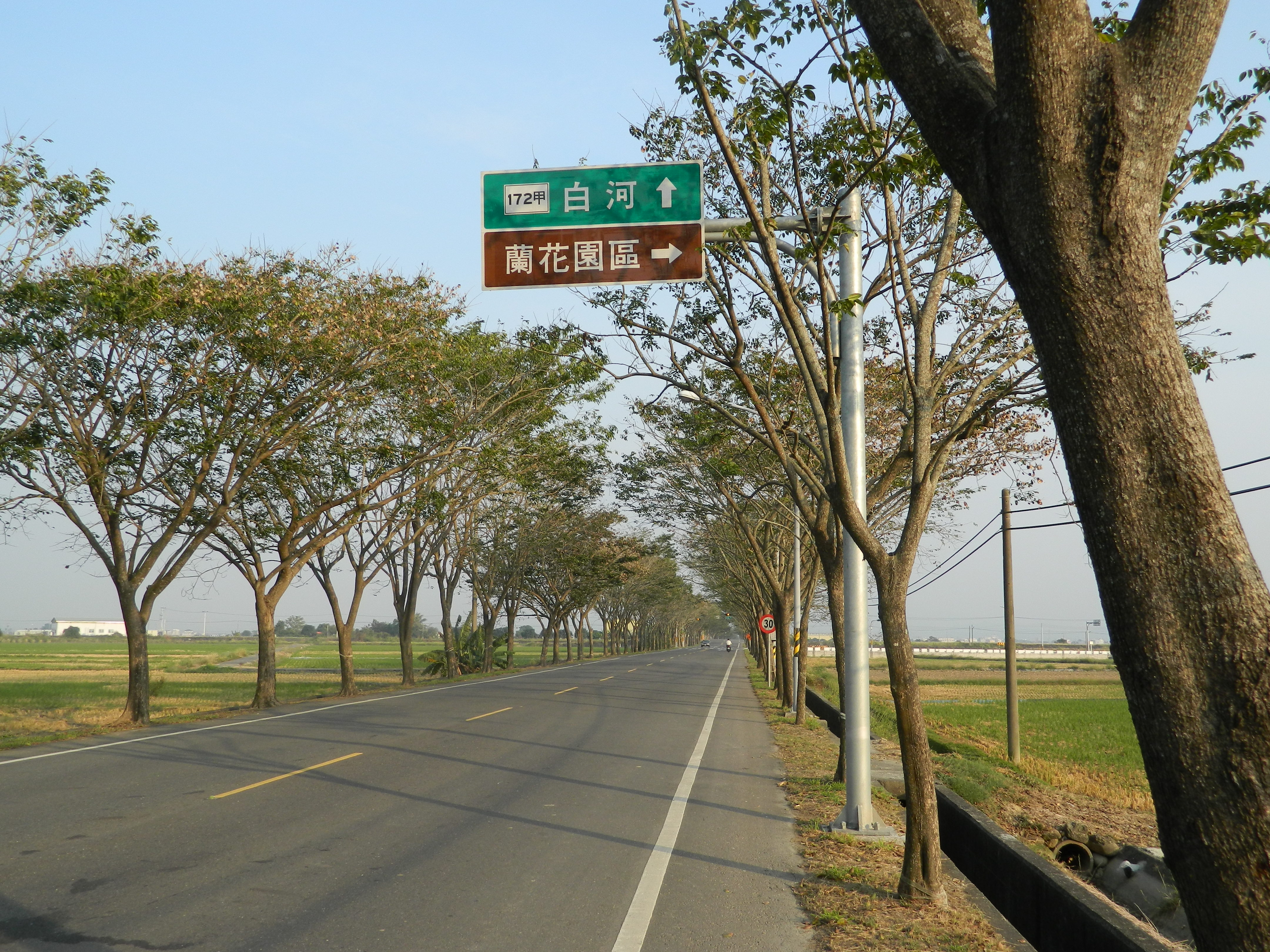
後壁区付近
- 市道175号線との分岐箇所

## 施設
- 厚生橋（県市界）
- 明達高級中学
- 新営インターチェンジ
- 長栄陸橋
- 安渓国民小学校
- 白河インターチェンジ
- 仙草国民小学校
- 麒麟トンネル

## 支線

### 甲線
市道172号甲線（しどう172ごうこうせん）は、台南市後壁区から同市白河区を結ぶ、全長計5.238kmの台湾の市道である。

#### 通過する自治体
- 台南市
  - 後壁区
  - 白河区

#### 接続する道路
- 台1線
- 市道165号

#### 施設
- 後壁駅

- 後壁区付近

### 乙線
市道172号乙線（しどう172ごうおつせん）は、台南市白河区関子嶺にある全長7.601kmの台湾の市道である。

#### 通過する自治体
- 台南市
  - 白河区

#### 接続する道路
- 市道172号
- 市道175号

#### 施設
- 関子嶺温泉